# Marty Meehan

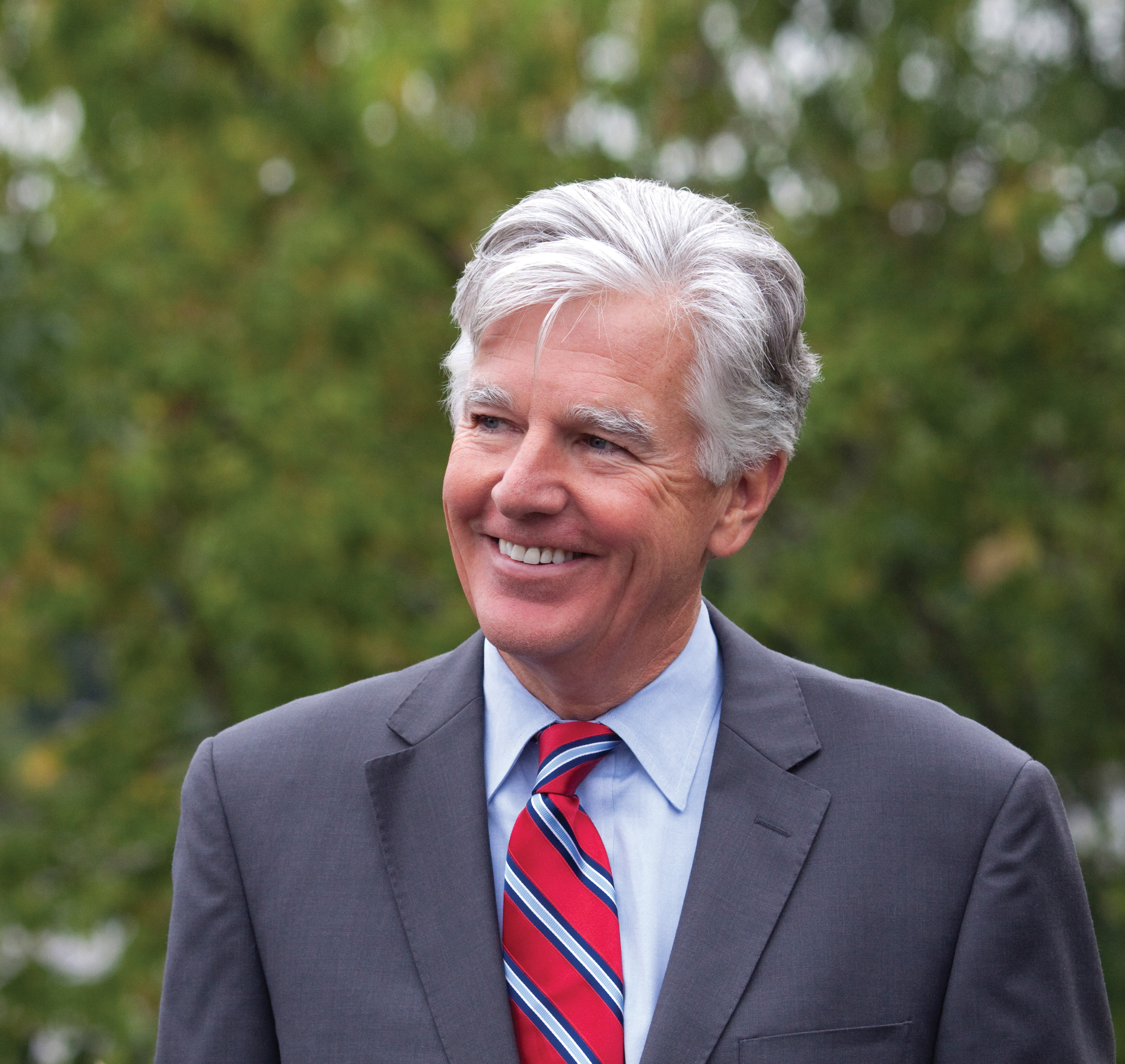
Marty Meehan (2015)

Martin Thomas „Marty“ Meehan (* 30. Dezember 1956 in Lowell, Massachusetts) ist ein US-amerikanischer Jurist und Politiker. Gegenwärtig ist Meehan Präsident der University of Massachusetts.

## Biografie
Meehan, ältestes von sieben Kindern einer katholischen Familie, besuchte die Schule in Lowell und studierte an der Lowell High School, die er 1974 beendete. Danach ging er an die University of Massachusetts in Lowell. Dort erhielt er 1978 den Bachelor of Science. Meehan studierte danach weiter an der Suffolk University und der dortigen Law School, wo er einen Doktor in Rechtswissenschaften erreichte. Bereits zu Studienzeiten engagierte sich Meehan politisch. Von 1978 bis 1979 war er im Unterstützungsteam für den Bürgermeister von Lowell tätig. Von 1979 bis 1981 war er Pressesprecher von James Shannon. Nach dem Ende seines rechtswissenschaftlichen Studiums an der Suffolk University Law School war Meehan von 1986 bis 1990 als Direktor für Öffentlichkeitsarbeit beim Massachusetts Secretary of the Commonwealth und Deputy Secretary of State for Securities and Corporations tätig. Von 1987 bis 1988 war Meehan als Mitglied der Fakultät der University of Massachusetts in Lowell an der Harvard Law School beschäftigt. In den Jahren 1991 und 1992 war Meehan First Assistant District Attorney für das Middlesex County.
1992 gewann der Demokrat Meehan bei den Parlamentswahlen einen Abgeordnetensitz im Repräsentantenhaus der Vereinigten Staaten. Im Januar 1993 trat er sein Mandat an. In den kommenden Jahren wurde Meehan jeweils wiedergewählt. Meehan trat im Kongress für eine Reform der Wahlkampagnenfinanzierung in den Vereinigten Staaten (Bipartisan Campaign Reform Act) ein. Des Weiteren setzte er sich für eine Aufhebung der militärischen Dienstanweisung Don’t ask, don’t tell ein und befürwortete die uneingeschränkte Zulassung homosexueller Soldaten zu den Streitkräften.
Am 1. Juli 2007 legte Meehan sein Mandat im Kongress nieder und wurde Chancellor der University of Massachusetts in Lowell. Am 1. Juli 2015 übernahm er als Nachfolger von Robert Caret die Präsidentschaft über das University of Massachusetts System. Er ist seit 1996 mit Ellen T. Murphy verheiratet; sie haben zwei Kinder.